# 仓前粮仓
仓前粮仓位于中国浙江省杭州市余杭区灵源村仓前塘上14号民宅以西，前临余杭塘河。现存共4栋单体建筑，其中2栋为老式木房，为房式仓。房内原有一块匾，写有“咸丰九年”，1949年前作地主的粮库（一说私塾），中共建政后作集体粮仓。
1953年9月份，余杭县的粮食保管员在民国积谷仓的基础上创建了中国首个无虫粮仓，吸引了中国各地乃至苏联的专家前来考察。1954年，中央新闻纪录电影制片厂以仓前粮仓为背景拍摄了纪录片《无虫粮仓》在全国放映。1954年3月，在无虫粮仓的基础上进，开展创建“无虫、无霉、无鼠、无雀”的“四无”粮仓活动。
2009年4月被列入杭州市文物保护单位，2009年7月在原址基础上建立“四无粮仓”陈列馆，2011年2月被列入浙江省文物保护单位，2013年5月列入中国第七批全国重点文物保护单位。